# Closing (Bildbearbeitung)
Closing (im Deutschen auch Schließen) ist eine morphologische Basis-Operation in der digitalen Bildverarbeitung. Anwendung findet der Operator beim Filtern von Bildern; durch das Schließen lassen sich lokal begrenzte dunkle Störungen in einem Bild unterdrücken oder kleine dunkle Strukturen gezielt herausfiltern. Die zum Schließen duale Operation ist das Öffnen. Entsprechend lassen sich die Aussagen über das Öffnen auf das Schließen übertragen. Man interpretiert hierzu den Bildhintergrund als Bildvordergrund und umgekehrt. Für Grauwertbilder bedeutet dies, dass man für die Helligkeitswerte die Gegenzahl nimmt. Anschließend führt man das entsprechend duale Öffnen durch, z. B. mit dem dualen strukturierenden Element, und bildet vom erhaltenen Ergebnis das duale Bild.

## Formale Definition
Gegeben sei ein vollständiger Verband {\displaystyle V}. Ein Operator {\displaystyle \varphi } auf {\displaystyle V} ist ein (algebraisches) Schließen, wenn für alle {\displaystyle x,y\in V} gilt:
- {\displaystyle \varphi (x)\geq x}; d. h. der Operator ist extensiv (das Ergebnis ist „größer“ als das Original)
- {\displaystyle x\leq y\Rightarrow \varphi (x)\leq \varphi (y)}; d. h. die Ordnungsstruktur des Verbandes bleibt durch die Operation erhalten.
- {\displaystyle \varphi \left(\varphi (x)\right)=\varphi (x)}; d. h. der Operator ist idempotent (ein mehrmaliges Anwenden führt zu keiner weiteren Veränderung des Ergebnisses).

## Schließen in der Binärbildmorphologie
Im Fall der Binärbildmorphologie ist der Verband {\displaystyle V} gegeben durch den Potenzmengenverband aller Bildpunkte. Ein Binärbild wird also aufgefasst als Punktmenge. Die ersten beiden der oben genannten Eigenschaften lassen sich dann wie folgt formulieren:
- Durch ein Schließen werden keine Bildpunkte gelöscht, sondern höchstens Punkte hinzugefügt.
- Wenn ein Bild {\displaystyle y} ein Bild {\displaystyle x} als Teilmenge enthält, so gilt, dass nach einem Schließen auch das Ergebnis von {\displaystyle y} das Ergebnis von {\displaystyle x} enthält. Man beachte, dass es sich nicht um echte Teilmengen handeln muss. Daraus folgt u. a., dass zwei unterschiedliche Bilder durch ein Schließen auf dasselbe Bild abgebildet werden können. Ein Schließen ist also i.a. nicht umkehrbar (es wird also Information vollständig gelöscht).

### Schließen mittels strukturierendem Element
Ein Spezialfall ist das Schließen mittels strukturierendem Element. Es ist wie folgt definiert:
{\displaystyle A\bullet X=(A\oplus X)\ominus X}

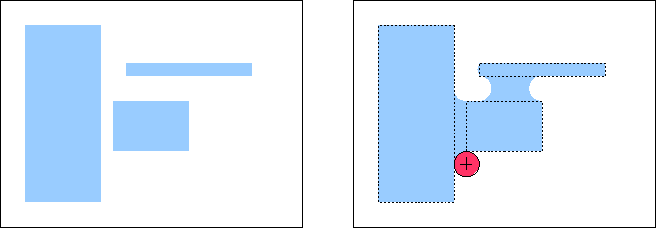
Schließen eines Binärbildes mit einem Kreiselement

Es handelt sich also um das nacheinander Ausführen einer Dilatation und einer Erosion auf das Bild {\displaystyle A} jeweils mit demselben strukturierenden Element {\displaystyle X}. Durch die Dilatation werden alle Löcher geschlossen, in die das strukturierende Element nicht vollständig hineinpasst. Die anschließende Erosion reduziert das Bild wieder so weit, dass es möglichst nahe an das Original herankommt. Die durch die Dilatation vollständig geschlossenen Löcher entstehen dabei nicht mehr. Nur teilweise geschlossene Löcher werden wieder aufgeweitet.
Mit dem Bild {\displaystyle A} bzw. {\displaystyle B} und dem strukturierenden Element {\displaystyle X} können die Eigenschaften des Schließens folgendermaßen beschrieben werden:
- {\displaystyle A\subseteq A\bullet B} (extensiv)
- {\displaystyle A\subseteq B\Rightarrow A\bullet X\subseteq B\bullet X} (Erhalt der Ordnungsstruktur)
- {\displaystyle (A\bullet X)\bullet X=A\bullet X} (idempotent)

Wenn der Operator {\displaystyle \circ } das Öffnen bezeichnet, kann die Dualität zum Schließen wie folgt geschrieben werden:
{\displaystyle A\bullet X=(A^{c}\circ X^{c})^{c}}

## Schließen in der Grauwertmorphologie
Im Fall der Grauwertmorphologie ist der Verband {\displaystyle V} die Menge aller Funktionen {\displaystyle D\mapsto \mathbb {R} }. Formal benötigt man für die Definition (um einen vollständigen Verband zu erhalten) die Werte -∞ und +∞. In der Praxis von Bedeutung ist allerdings nur den Fall von diskretem, endlichen Definitions und Wertebereich.
Die allgemeinen Eigenschaften des Öffnens werden dann wie folgt dargestellt:
- {\displaystyle \varphi (f(x))\geq f(x)}; {\displaystyle \forall x\in D} (kein Bildpunkt erhält einen Wert, der kleiner ist als das Original, d. h. das Bild wird an keinem Punkt dunkler)
- {\displaystyle f(x)\leq g(x)\Rightarrow \varphi (f(x))\leq \varphi (g(x))}; {\displaystyle \forall x\in D} (wenn ein Bild {\displaystyle f} an jedem Punkt nicht heller ist als ein zweites Bild {\displaystyle g}, so ist das geschlossene Bild {\displaystyle \varphi (f(x))} auch an keinem Punkt heller als {\displaystyle \varphi (g(x))})